# Eurocalculadora

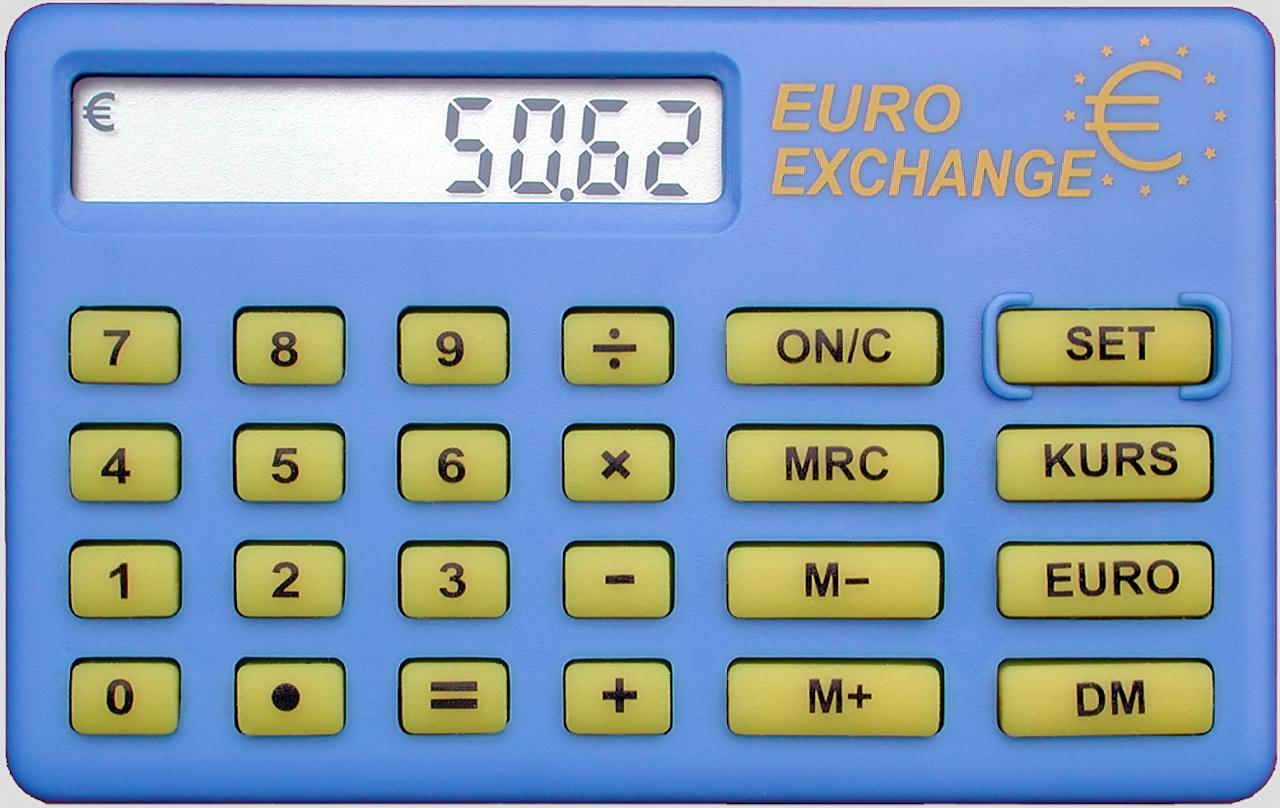
Una eurocalculadora.

La eurocalculadora es un tipo de calculadora utilizada principalmente en los países de la zona euro. Funciona como una calculadora normal y corriente, pero además incluye una función especial que permite convertir un valor expresado en la moneda hasta entonces oficial de un país (por ejemplo, la peseta en España) al nuevo valor en euros, o viceversa. Su uso se extendió mucho entre la población y el comercio de dichos países sobre todo en los primeros meses de adopción del Euro.
Además, estos dispositivos suelen ser programables para adaptar el tipo de cambio que la Unión Europea fijó para cada uno de los países de la zona euro.